# John Dickie (Romanist)
John Dickie (* 1963 in Dundee) ist ein britischer Journalist, Historiker und Romanist, der als Hochschullehrer am University College London tätig ist. Bekannt sind vor allem seine Werke über die Geschichte und Kultur Italiens.

## Leben
Dickie wurde 1963 im schottischen Dundee geboren und wuchs in Leicestershire auf. Nach Abschluss der Loughborough Grammar School erhielt er einen Studienplatz am Pembroke College der University of Oxford, wo er bis 1986 erfolgreich Modern Languages studierte. Im Anschluss erwarb er seinen Master of Arts und schließlich DPhil an der University of Sussex. Seit 1993 lehrt Dickie am University College in London, wo er inzwischen zum Professor für italienische Studien ernannt wurde. Seine Forschungsschwerpunkte sind Süditalien, italienische Nationalidentitäten und Gesellschaftstheorien, die Kulturgeschichte des liberalen Italiens, organisierte Kriminalität (Mafia) und italienische Küche.
Neben seinen Arbeiten an der Universität ist Dickie in Italien und Großbritannien auch als Journalist und Autor tätig. 1999 erschien sein erstes Buch Darkest Italy. The Nation and Stereotypes of the Mezzogiorno. Sein zweites Werk, Cosa Nostra. A History of the Sicilian Mafia über die Geschichte der Mafia, wurde 2004 als bestes Sachbuch in der Kriminalliteratur mit dem Dagger Award ausgezeichnet. Delizia! The Epic History of the Italians and their Food, ein Werk über die italienische Küche, erhielt 2007 eine Empfehlung des André Simon Food and Drink Book Awards.
2005 wurde er für seine Verdienste vom Präsidenten der Italienischen Republik zum Commendatore des Ordine della Stella della Solidarietà Italiana ernannt.
John Dickie ist mit der Autorin Sarah Penny verheiratet. Das Paar hat zwei Kinder und lebt in London.

## Schriften
- 1999: Darkest Italy. The Nation and Stereotypes of the Mezzogiorno, 1860–1900. St. Martin’s Press, New York.
- 2004: Cosa Nostra. A History of the Sicilian Mafia (deutsch: Cosa Nostra – Die Geschichte der Mafia, Fischer, Frankfurt am Main 2007, ISBN 978-3-596-17106-4, Leseprobe)
- 2007: Delizia! The Epic History of the Italians and their Food (deutsch: Delizia! Die Italiener und ihre Küche, Fischer, Frankfurt am Main 2008, ISBN 978-3-100-13908-5)
- 2008: Una catastrofe patriottica. 1908: il terremoto di Messina
- 2011: Blood Brotherhoods: the Rise of the Italian Mafias (deutsch: Omertà: die ganze Geschichte der Mafia – Camorra, Cosa Nostra und 'Ndrangheta, Fischer, Frankfurt am Main 2015, ISBN 978-3-596-18227-5, Inhaltsverzeichnis und Vorwort der deutschen Ausgabe)
- 2015: Foreword. In: Umberto Santino: Mafia and Antimafia. A Brief History. IBTauris, London/New York 2015.
- 2020: Die Freimaurer. Der mächtigste Geheimbund der Welt, Fischer, Frankfurt am Main 2020, ISBN 978-3-10-397335-8  (The Craft – How the Freemasons Made the Modern World, 2020.)